# Rogerije iz Apulije
Rogerije iz Apulije (tal. Ruggero di Puglia) (Torremaggiore, o. 1200. – Split, 1266.), talijanski srednjovjekovni redovnik, kroničar i splitski nadbiskup i metropolit, najpoznatiji po opisu mongolske invazije na Ugarsko-Hrvatsko Kraljevstvo sredinom 13. stoljeća.

## Životopis
Rodio se u Apuliji u mjestu Turis Cepia (danas Torre Maggiore). Pravničku službu stekao je u Bologni postavši magister. Oko 1231. godine postaje kapelan u službi Jakova di Pecorara, koji je u rujnu iste godine imenovan kardinalom biskupom Palestrine. Godine 1232. odlazi kao njegov poslanik u Ugarsku, gdje uskoro postaje kapelan, a potom i arhiđakon u Velikom Varadinu (današnji rumunjski grad Oradea).
Kada su 1241. godine Mongoli napali i osvojili Veliki Varadin, Rogerije je pobjegao u Thomasbruck, no krajem svibnja 1241. ipak je pao u mongolsko zarobljeništvo. Sljedeće godine uspio je pobjeći iz zarobljeništva i vjerojatno se vratio u Italiju.
Godine 1243. dodijeljena mu je čast arhiđakona u Sopronu, a otprilike u to vrijeme piše pismo i Carmen miserabile koje upućuje kardinalu Jakovu di Pecarori. Krajem 1244. godine našao se na koncilu u Lyonu koji je sazvao papa Inocent IV., a na kojem se raspravljalo o mongolskoj okrutnosti u Ugarskoj. U Lyonu se kao kapelan Ivana iz Toleda zadržao do 1249. kada je postavljen za kanonika u Zagrebu. Dana 30. travnja iste godine papa ga je izabrao i posvetio za splitskog nadbiskupa, premda je splitsko građanstvo i kler predložilo da im novi nadbiskup bude Ivan, skradinski biskup. Međutim, papa je u Lyonu odbio prijedlog splitskog poslanstva i postavio Rogerija na nadbiskupsku stolicu.
Dana 20. veljače 1250. godine, Rogerije je svečano ušao u grad u pratnji dvadesetorice konjanika, s kapelanima i služinčadi. Dvije godine kasnije, tijekom gostovanja sicilskog kralja Konrada u Splitu, dao je zatvoriti sve crkve i obustaviti svako bogoslužje poštujući papinu odluku iz 1245. o ekskomunikaciji cara Fridrika II. i njegovih potomaka. U nadbiskupskoj službi ostao je sve do svoje smrti 1266. godine.